# Skjálfhent
Skjálfhent (en español: métrica variable o tambaleante) fue una forma métrica de composición propia de Islandia a partir del siglo XIV.
El ejemplo más notorio, según Háttatal de Snorri Sturluson, fue el drápa sobre la historia de Sigurd (Sigurðarsögu) de Þorvaldr veili.